# Chamaeclea mapensa
Chamaeclea mapensa là một loài bướm đêm trong họ Noctuidae.